# Stonehenge, Avebury y sitios relacionados
Los grupos de restos prehistóricos de Stonehenge, Avebury y sitios relacionados están en el condado inglés de Wiltshire. En 1986 fueron declarados Patrimonio de la Humanidad por la Unesco.
Situados en el condado de Wiltshire, los conjuntos megalíticos de Stonehenge y Avebury figuran entre los más célebres del mundo. Ambos santuarios están constituidos por círculos de menhires dispuestos en un orden cuya significación astronómica todavía no se ha dilucidado. Estos lugares sagrados y los distintos sitios neolíticos de los alrededores son testimonios incomparables de los tiempos prehistóricos.

## Avebury y sitios relacionados

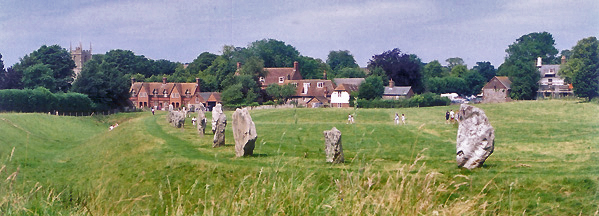
Círculo y pueblo de Avebury.

El área de la población de Avebury, que comprende los monumentos declarados como Patrimonio de la Humanidad, está situada en el norte de Wiltshire. Cubre una superficie de 22,5 km² y está centrada en el círculo de piedras prehistórico de Avebury.

### Monumentos incluidos como Patrimonio de la Humanidad. Avebury
- Avebury
- Avenida Kennet
- Avenida Beckhampton
- Túmulo alargado de West Kennet
- El Santuario
- Colina de Silbury
- Colina de Windmill

## Stonehenge y sitios relacionados

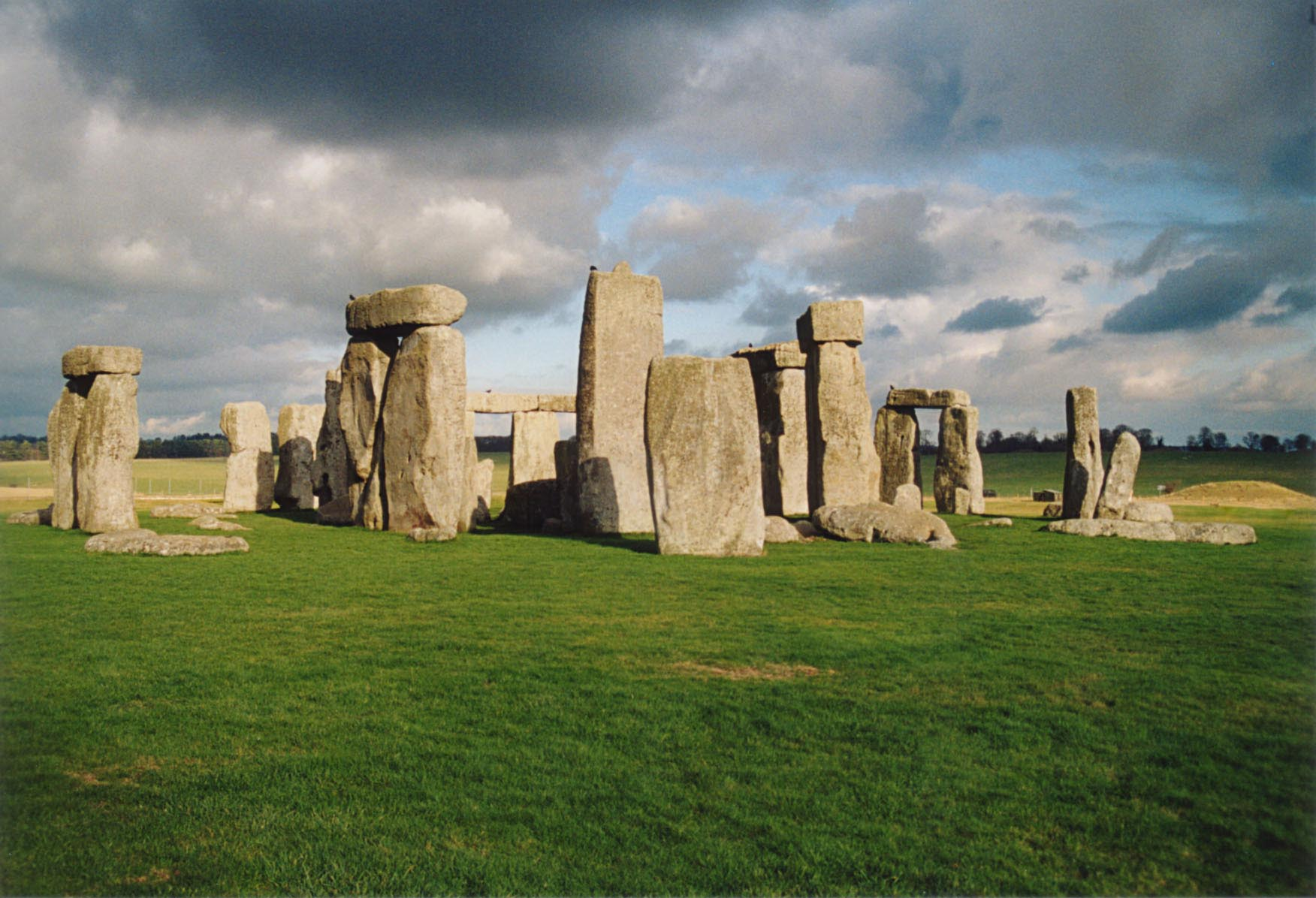
Stonehenge

El área de Stonehenge declarada Patrimonio de la Humanidad está localizada en el sur del condado de Wiltshire. Cubre una superficie de 26 km² y está centrada en el círculo de piedras prehistórico de Stonehenge.

### Monumentos incluidos como Patrimonio de la Humanidad. Stonehenge
- Stonehenge
- Avenida de Stonehenge
- Pista de Stonehenge
- Pista Lesser
- Muros Durrington
- Woodhenge
- Círculo Coneybury (arrasado)[4]
- King Barrow Ridge[5]
- Túmulos Winterbourne Stoke
- Túmulos Normanton Down, que incluye los Túmulos Bush
- Campamento de Vespasiano
- Bola de Robin Hood (monumento asociado que se localiza justo en el límite norte de la zona declarada Patrimonio de la Humanidad)
- West Amesbury Henge, también conocido como Bluestonehenge
- Paisaje de Stonehenge